# Скарификация семян
Скарифика́ция (от лат. scarifico — царапаю) — частичное нарушение целостности твёрдой водонепроницаемой оболочки семян с целью облегчения их набухания и прорастания и увеличения процента всхожести.
Различают механическую, например, протирание семян наждачной бумагой или перетирание с песком, железными опилками и другими материалами, и химическую скарификацию, например, травление серной кислотой с последующим промыванием водой. Механическая скарификация в промышленных масштабах осуществляется в специальных механизмах — скарификаторах.
При скарификации уменьшается крепость оболочки семян, и они всходят легче и быстрее.